# Panicum sparsicomum
Panicum sparsicomum är en gräsart som beskrevs av Christian Gottfried Daniel Nees von Esenbeck och Ernst Gottlieb von Steudel. Panicum sparsicomum ingår i släktet vipphirser, och familjen gräs. Inga underarter finns listade i Catalogue of Life.